# هوزوم (نیدرزاکسن)
هوزوم (به آلمانی: Husum) یک شهر در آلمان است که در Nienburg واقع شده‌است. هوزوم ۲٬۲۶۱ نفر جمعیت دارد.